# اومو
اومو (فرانسوی: HUMO‎) روزنامه نیم‌قطع بلژیکی دربارهٔ برنامه‌های رادیو و تلویزیون و موسیقی است که به‌طور هفتگی و به زبان هلندی منتشر می‌شود.
این مجله نخستین بار با نام «اومورادیو» در سال ۱۹۳۶ منتشر شد و رقیب نشریهٔ فرانسوی‌زبان «تله‌موزیک» بود و انتشارش مابین سال‌های ۱۹۴۰ تا ۱۹۴۴ در خلال جنگ جهانی دوم متوقف شد. این نشریه از سال ۱۹۵۸ و با افزایش تعداد بینندگان تلویزیون تغییر نام داد و با نام فعلی‌اش «اومو» و به‌طور هفتگی منتشر شد.
آرنُن خرونبِرخ از نویسندگان و ستون‌نویسان این نشریه است.